# Jean André Champanhet
Pour les articles homonymes, voir Champanhet.
Jean André Hippolyte Champanhet est un homme politique français né le 4 janvier 1785 à Vals-les-Bains (Vivarais) et mort le 14 février 1868 à Paris 7e.

## Biographie
Jean André Hippolyte Champanhet est né le 4 janvier 1785 à Vals-les-Bains et est baptisé le même jour. Il est le fils de Christophe Champanhet, juge et avocat en parlement, et de son épouse, Marie Magdeleine Euphémie Bouvier. 
Avocat en 1809, Jean André Champanhet est conseiller auditeur à la cour d'appel de Lyon en 1811. Substitut général, il est destitué en 1815. Il est réintégré comme substitut au tribunal de la Seine en 1819 et devient substitut général à Paris en 1829. 
Conseiller à la cour d'appel de Paris en 1832, il est député de l'Ardèche de 1833 à 1839 et de 1842 à 1848, siégeant dans la majorité soutenant la Monarchie de Juillet.
Il décède le 14 février 1868 en son domicile situé dans le 7ème arrondissement de Paris. 

## Sources
- « Jean André Champanhet », dans Adolphe Robert et Gaston Cougny, Dictionnaire des parlementaires français, Edgar Bourloton, 1889-1891 [détail de l’édition]